# Margarete Steffin
Margarete Émilie Charlotte Steffin (21 mars 1908,  Rummelsburg, qui fait maintenant partie de Berlin - 4 juin 1941, Moscou) était une actrice et écrivaine allemande, l'une des  plus proches collaboratrices de Bertolt Brecht, ainsi qu'une traductrice prolifique du russe et des langues scandinaves.

## Biographie
Née dans une famille prolétarienne, à l'âge de quatorze ans, elle est allée travailler pour la compagnie de téléphone, mais son intérêt pour la politique social-démocrate a entraîné son licenciement. Elle a travaillé dans l'édition et dans le théâtre de propagande (théâtre d'agitprop). Elle devient le secrétaire du parti de Lehreverband (1930) et travaille à la RevueRote. En 1931, après avoir suivi un cours de diction de l'épouse de Brecht, Hélène Weigel, elle devient la maîtresse de celui-ci. Elle a été introduite au Theater am Schiffbauerdamm en jouant une femme de chambre dans La Mère (Die Mutter), 1931 (en 1932).
En 1933, Brecht et Weigel s'exilent au Danemark. Bien que bientôt remplacée comme maîtresse de Brecht par Ruth Berlau, Steffin, grâce à un mariage arrangé avec un citoyen danois, demeure la secrétaire de Brecht et suit les Brecht en Finlande et ensuite à Moscou quand la guerre éclate. Elle est morte de la tuberculose (diagnostiquée dès 1931) en attendant un visa américain. Brecht a écrit six courts poèmes  en apprenant sa mort, par la suite publiés en même temps que Nach dem Tod meiner MS Mitarbeiterin Le deuxième se lit comme suit:
Mon général est tombé
Mon soldat est tombé
Mon élève est parti
Mon professeur est parti
Ma nourrice a disparu
Mon nourrisson a disparu.
Collaborations de Margarete Steffin :   Têtes rondes et têtes pointues (Die Rundköpfe und die Spitzköpfe), 1933, Les Fusils de la mère Carrar (Gewehre der Frau Carrar), 1937 et Les Horaces et les Curiaces, pièce de Bertolt Brecht (1934) ; Grand-peur et misère du Troisième Reich (Furcht und Elend des Dritten Reiches), 1938, La Vie de Galilée (Leben des Galilei), 1938, Mère Courage et ses enfants (Mutter Courage und ihre Kinder), 1938 ; Maître Puntila et son valet Matti (Herr Puntila und sein Knecht Matti), 1940 (avec Hella Wuolijoki), La Bonne Âme du Se-Tchouan (Der gute Mensch von Sezuan), 1938, La Résistible Ascension d'Arturo Ui (Der aufhaltsame Aufstieg des Arturo Ui), 1941, et Le Cercle de craie caucasien (Der kaukasische Kreidekreis), 1945 (publié en 1949.
Margarete Steffin a aussi correspondu avec Walter Benjamin et Arnold Zweig.

## Travaux
- Zwillinge, 1932
- Heute träumt ich, dass ich bei dir läge, 1933
- Von der Liebe und dem Krieg, 1933, Europäische Verlags-Anstalt, Hambourg 2001,  (ISBN 3-434-50461-3)
- Donc wurde ich Laufmädchen, 1933
- Die große Sache, 1933
- Briefe une manière berühmte, Europäische Verlags-Anstalt, Hambourg 1999,  (ISBN 3-434-50437-0)
- Konfutse versteht nichts von Frauen, Rowohlt, Berlin 1991  (ISBN 3-87134-032-4)

## Source
- (en) Cet article est partiellement ou en totalité issu de l’article de Wikipédia en anglais intitulé « Margarete Steffin » (voir la liste des auteurs).